# 精緻拱門
精緻拱門（英語：Delicate Arch），是座落於美国猶他州拱門国家公园的一座天然拱門，約高52英尺（16米）。
精緻拱門由砂岩組成，砂岩會被風雨侵蝕。許多天然拱門因承受過多風蝕而倒塌，精緻拱門卻因為承受了長時間的風蝕沒有倒塌而知名。
在猶他州，可以選用精緻拱門做車牌圖案。而在2002年盐湖城冬奥会聖火傳遞時火炬也穿過了拱門。

## 外部連結

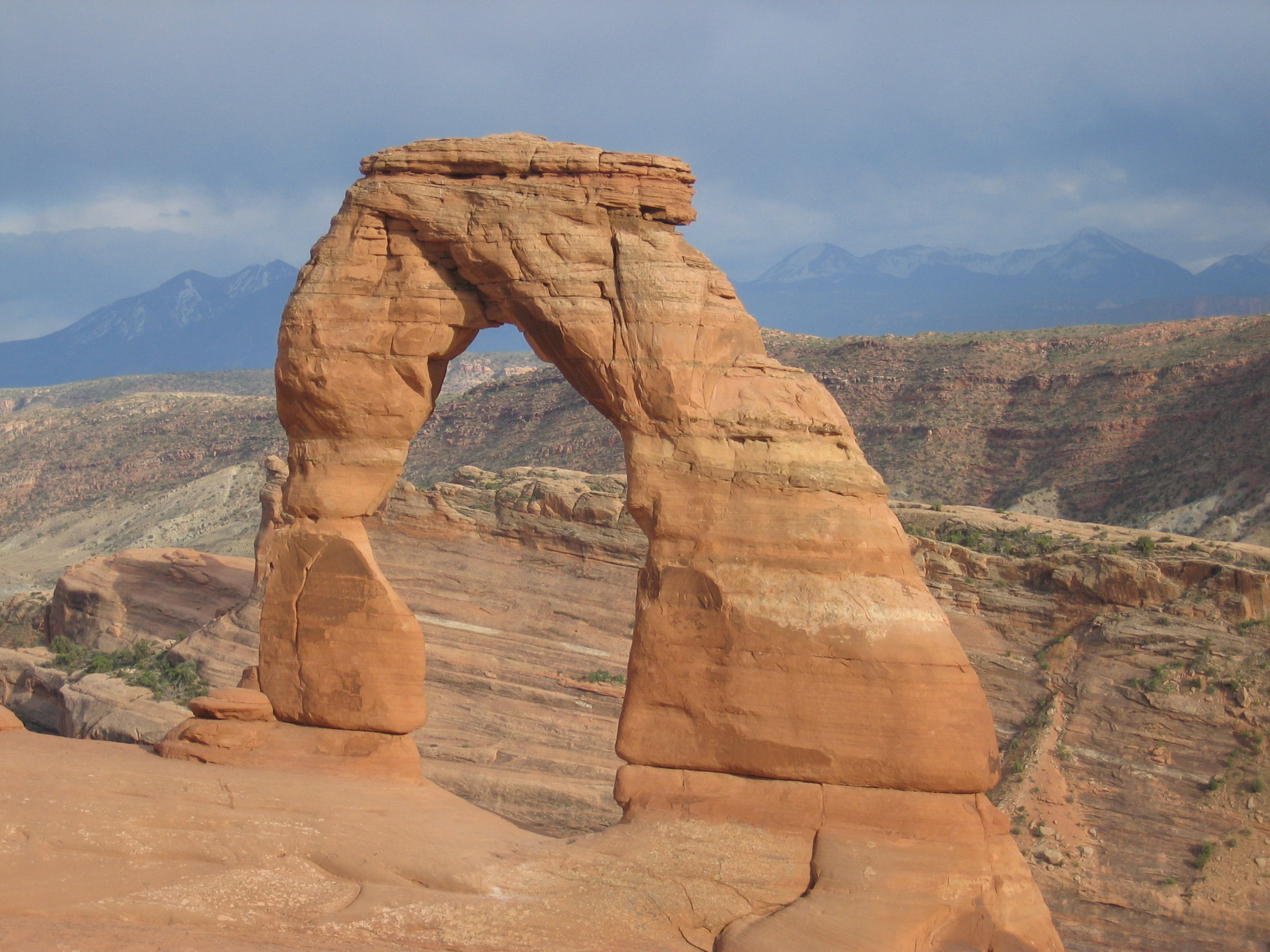
精緻拱门

- Delicate Arch （页面存档备份，存于）
- Delicate Arch Video